# Maroa (Illinois)
Pour les articles homonymes, voir Maroa.
Maroa est une ville du comté de Macon, en Illinois, aux États-Unis. Elle est incorporé le 13 juillet 1889,. Lors du recensement de 2010, la ville comptait une population de 1 801 habitants. Elle est baptisée en référence aux Maroa, peuple amérindien qui vivait en Illinois.

## Source de la traduction
- (en) Cet article est partiellement ou en totalité issu de l’article de Wikipédia en anglais intitulé « Maroa, Illinois » (voir la liste des auteurs).